# 彭茨林
彭茨林（德語：Penzlin）是德国梅克伦堡-前波美拉尼亚州的市镇，隶属于梅克伦堡湖区县。总面积为115.58平方千米，截至2023年12月31日总人口为4,053人。